# Nicolas-Louis Robert

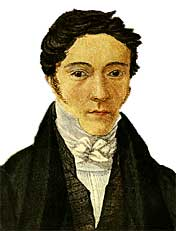
Nicolas-Louis Robert

Nicolas-Louis Robert foi um soldado e engenheiro mecânico francês, a quem se atribui uma invenção de fabricação de papel que se tornou o projeto da máquina Fourdrinier.

## Carreira
Em 1799, Robert patenteou a primeira máquina para produzir 'papel contínuo'. Após uma série de brigas legais e financeiras com Saint-Léger Didot, Robert perdeu o controle de sua patente. A máquina foi então enviada para fora da França pós-revolucionária e desenvolvida na Inglaterra. A invenção de Robert tornou-se o núcleo da máquina Fourdrinier, a base da moderna fabricação de papel. Ele acabou se tornando professor e morreu na penúria.

### Máquina de Fourdrinier

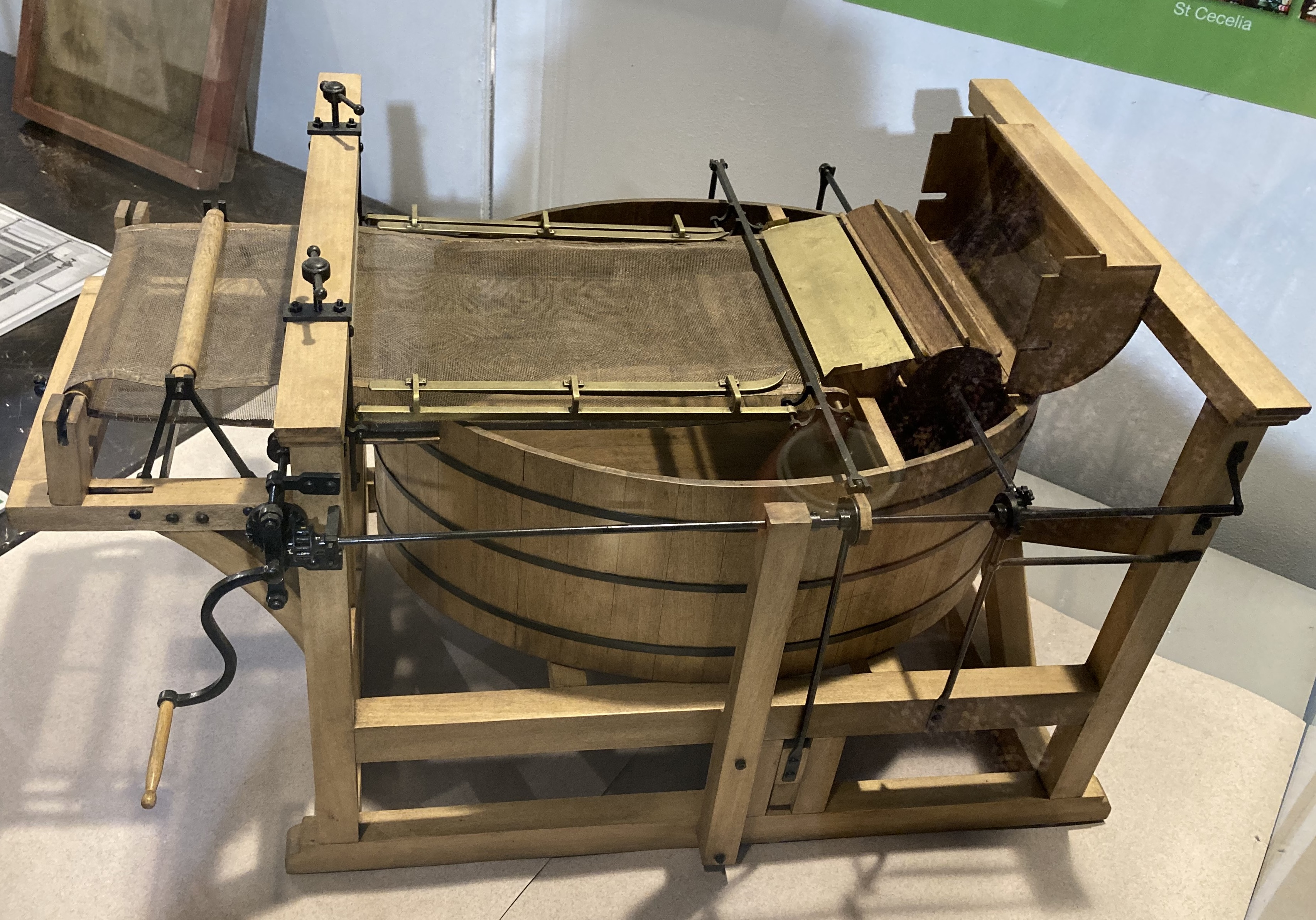
Modelo de uma máquina contínua de fabricação de papel Fourdrinier na fábrica de papel Frogmore

Em 1799, Louis-Nicolas Robert de Essonnes, França, recebeu uma patente para uma máquina contínua de fabricação de papel. Na época, Robert trabalhava para Saint-Léger Didot, com quem brigou pela propriedade da invenção. Didot acreditava que a Inglaterra era um lugar melhor para desenvolver a máquina, mas devido à turbulência da Revolução Francesa, ele não poderia ir para lá sozinho, então enviou seu cunhado, John Gamble, um inglês que vivia em Paris. Através de uma cadeia de conhecidos, Gamble foi apresentado aos irmãos Sealy e Henry Fourdrinier, que concordaram em financiar o projeto. Gamble recebeu a patente britânica 2487 em 20 de outubro de 1801. A máquina Fourdrinier usava uma correia transportadora de malha de tecido especialmente tecida (conhecida como fio, pois já foi tecido de bronze) na seção de conformação, onde uma pasta de fibra (geralmente madeira ou outras fibras vegetais) é drenada para criar uma teia de papel contínua. A seção de formação original de Fourdrinier usava uma área de drenagem horizontal, conhecida como tabela de drenagem.
Com a ajuda de Bryan Donkin, um mecânico habilidoso e engenhoso, uma versão melhorada do original Robert foi instalada em Frogmore Paper Mill, Apsley, Hertfordshire, em 1803, seguida por outra em 1804. Uma terceira máquina foi instalada na própria fábrica dos Fourdriniers em Two Waters. Os Fourdriniers também compraram um moinho em St Neots com a intenção de instalar duas máquinas lá, e o processo e as máquinas continuaram a se desenvolver.
Perto de Frogmore Mill em Apsley, John Dickinson projetou e construiu um tipo de máquina alternativa; uma máquina de moldes de cilindro em 1809.

Thomas Gilpin é mais frequentemente creditado por criar a primeira máquina de fabricação de papel tipo cilindro dos EUA em Brandywine Creek, Delaware, em 1817. Esta máquina era uma máquina de moldes de cilindro. A máquina Fourdrinier só foi introduzida nos EUA em 1827.